# Hrvatski sabor
Hrvatski sabor jednodomno je zastupničko tijelo i nositelj zakonodavne vlasti u Hrvatskoj. Zgrada Hrvatskoga sabora, Saborska palača, nalazi se na Gornjem gradu u Zagrebu. Sabor ima najmanje 100, a najviše 160 zastupnika, koji se biraju temeljem izravnog i jednakog biračkog prava tajnim glasovanjem na razdoblje od četiri godine. 140 zastupnika se bira po izbornim jedinicama, 3 zastupnička mjesta čine hrvatsko iseljeništvo i Hrvati Bosne i Hercegovine, te osam mjesta čine nacionalne manjine. Saborom predsjedava predsjednik, kojemu pomaže najmanje jedan dopredsjednik (obično četiri ili pet zamjenika).
Ovlasti Sabora definirane su Ustavom i uključuju: određivanje gospodarskih, pravnih i političkih odnosa u Hrvatskoj, očuvanje i korištenje njezine baštine te sklapanje saveza. Sabor ima pravo upućivanja Oružanih snaga RH u inozemstvo, a može ograničiti neka ustavna prava i slobode u ratnom vremenu ili u slučaju neminovnog rata ili elementarnih nepogoda. Sabor mijenja granice Hrvatske ili Ustava, donosi zakone, donosi državni proračun, objavljuje rat i odlučuje o prekidu neprijateljstava, donosi saborske rezolucije i podzakonske akte, donosi dugoročne strategije nacionalne sigurnosti i obrane, provodi civilni nadzor nad oružanim snagama i sigurnosnim službama, raspisuje referendume, provodi izbore i imenovanja u skladu s Ustavom i važećim zakonodavstvom, nadzire rad Vlade i drugih državnih službi nadležnih Saboru, daje amnestiju za kaznena djela i obavlja druge dužnosti određene Ustavom.
Prema Ustavu Republike Hrvatske, Sabor svake godine zasjeda tijekom dvaju razdoblja: 
- 15. siječnja – 15. srpnja
- 15. rujna – 15. prosinca.

Izvan razdoblja redovnoga zasjedanja, Sabor može zasjedati i izvanredno na zahtjev Predsjednika Republike, Vlade ili većine zastupnika. Predsjednik Hrvatskoga sabora može uz prethodno pribavljeno mišljenje klubova zastupnika parlamentarnih stranaka, sazvati Hrvatski sabor na izvanredno zasjedanje. Na početku svakog redovitog zasjedanja Sabora izvodi se himna Republike Hrvatske Lijepa naša domovino. Ako Sabor ne odredi drukčije, sjednice Sabora traju dok se ne iscrpi utvrđeni dnevni red. Za redovite sjednice dostavlja se zastupnicima prijedlog dnevnog reda osam dana prije održavanja sjednice. Dnevni red sjednice Sabora predlaže predsjednik Sabora. Na predloženi dnevni red, koji je upućen uz poziv za sjednicu, moguće je podnijeti pisani prigovor, najkasnije jedan dan prije zakazane sjednice Hrvatskoga sabora. Ako sjednica Sabora traje dulje od jednog dana, predsjednik Sabora može naknadno predložiti dopune dnevnog reda novim temama, a dužan je to učiniti na traženje jedne trećine ukupnog broja zastupnika.

## Povijest Sabora

### Početci i protosabori u ranom srednjem vijeku
Nema dovoljno sačuvanih povijesnih vrela iz vremena ranoga srednjeg vijeka na osnovu kojih bi pouzdano mogli potvrditi postojanje institucije sabora na prostoru od Drave do Jadrana. Skupovi na kojima su se okupljali predstavnici svjetovne i crkvene vlasti da bi raspravljali o važnim pitanjima održavani su rijetko, uglavnom u iznimnim situacijama. Rižanski placit iz 804. godine svjedoči o rješavanju sporova između romanskog stanovništva i hrvatskih došljaka, te o drugim pitanjima poput plaćanja poreza, uređenju posjeda i slično. Iz franačkih je izvora poznato da Borninog nećaka Vladislava (o. 821. – 835.) za kneza Dalmacije i Liburnije 821. godine bira "narod", a izbor potvrđuje car Ludovik I. Pobožni. Pritom treba imati na umu da je "narod" u ovom slučaju označavao uzak krug odličnika, a ne cjelokupno stanovništvo.
Može se pretpostaviti da su se saborovanja u nekom obliku održavala i onda kada je knez Trpimir (o. 845. – 864.) potvrdio i darovao posjede splitskom nadbiskupu ili kada je njegov sin Muncimir (892. – 910.) presuđivao u sporu između splitskog nadbiskupa i ninskog biskupa, ali sastav tih najranijih sabora nije nam dovoljno poznat, iako je zasigurno da su uz župane i dvorske dostojanstvenike, saborima prisustvovali i istaknutiji ratnici te predstavnici kršćanske Crkve.
U Splitu su 925., 928. i 1060. godine održani crkveni sabori na kojima su raspravljana različita crkvena pitanja. Krunidbe hrvatskih kraljeva također su bile prilike da se na jednom mjestu okupi veći broj crkvenih i svjetovnih odličnika i da se raspravlja o važnim pitanjima. U tim prigodama, hrvatski kraljevi su potvrđivali privilegije Crkvi i davali joj donacije, te su se donosile odluke o raznim aspektima svakodnevnog života, npr. o regulaciji bračnih odnosa, zaštiti udovica i siročadi, suzbijanju trgovine ljudima i slično. Uređivali su se i odnosi sa stranim vladarima. Na temelju podataka sačuvanih u zavjernici kralja Zvonimira (1075.) poznato je da papa hrvatskom vladaru preko poslanika predaje znakove kraljevske vlasti, a hrvatski kralj postaje papinski vazal. Poznat je i krunidbeni sabor kralja Stjepana II. (1089. – 1091.) koji se održao u Šibeniku, a na kojem su sudjelovali "svi plemići kraljevstva", a važan je bio i sabor iz 1102. u Biogradu, na kojem je hrvatsko plemstvo izabralo i okrunilo mađarskog kralja Kolomana za kralja Hrvatske i Dalmacije.

### Hrvatski i slavonski sabori u razvijenom srednjem vijeku
Budući da je kraljevstvo od druge polovice 13. stoljeća bilo razdijeljeno na dvije upravne jedinice (dukat Slavonija i kraljevina Hrvatska i Dalmacija), postojala su dva zasebna sabora: slavonski i hrvatski. U Zagrebu je  19. travnja 1273. godine. održan prvi poznati sabor, sa sačuvanim zapisnikom i zaključcima. Tada je utvrđen i naziv sabora: "Opći sabor čitave kraljevine Slavonije" (Congregatio Regni tocius Sclavonie generalis), a njegove se odluke nazivaju statuta et constitutiones (odredbe sa zakonskom snagom). Odluke Sabora svojim pečatom potkrepljivao je ban. Na tom saboru sudjelovali su predstavnici Zagrebačke, Varaždinske, Križevačke i Virovitičke županije, a sastajao se ponajviše u Križevcima, Zagrebu i Čazmi.
Hrvatski sabor (Congregatio regnorum Dalmatiae et Croatiae generalis) u izvorima se prvi put pouzdano javlja oko 1350. godine. Tada je kod sela Podbrižane, koje se nalazilo južno od Benkovca u Lučkoj županiji, održana skupština (congregatio) na kojoj je plemenu Virevića potvrđena pripadnost instituciji dvanaest plemena (Nobiles duodecim generationum regni Croatie). Hrvatski sabor sastajao se u Kninu, Ninu i Bihaću, a kasnije u Topuskom i u Ripču kraj Bihaća. Saborima je predsjedao redovito herceg ili ban, a ponekad i kralj (kralj Žigmund sudjelovao je na krvavom križevačkom saboru 1397. godine, na kojem su ubijeni hrvatski ban Stjepan Lacković i kralju suprotstavljeni plemići, Matijaš Korvin je predsjedao saborima u Križevcima 1466. i u Zagrebu 1481. godine, a Vladislav II. saboru u Virovitici 1495. godine).
Dva sabora su uglavnom funkcionirala odvojeno, a zajedno su vijećala samo u osobito važnim prilikama. Slavonski sabor je 1515. odbio pomoć banu Petru Berislaviću za obranu prostora južno od Velebita uz obrazloženje da su slavonski staleži „po starom običaju dužni braniti samo svoju kraljevinu,“ dakle Slavoniju, ali ne i Hrvatsku. S druge strane, slavonski je sabor birao svoje predstavnike na ugarski sabor, što hrvatski sabor nije činio. Takav odnos je u potpunosti kuliminirao početkom 1527. godine kada je hrvatski sabor u Cetinu samostalno izabrao Ferdinanda Habsburškog za hrvatskog kralja, a slavonski u Dubravi Ivana Zapolju.

### Ujedinjeni Hrvatsko-dalmatinsko-slavonski sabor u ranom novom vijeku
Zbog osmanske invazije počeo se sužavati politički i geografski prostor Kraljevine Hrvatske i Dalmacije, zbog čega se stanovništvo i plemstvo počelo povlačiti prema sjeveru na prostor Kraljevine Slavonije. Zbog potrebe koordinirane obrane hrvatskih zemalja, počinju se učestalo zajednički sastajati hrvatski i slavonski sabor (prvi zajednički sabor pod habsburškom vlašću, sastao se u Zagrebu 1533. godine pod predsjedanjem zajedničkog bana). Od 1558. godine zasjedaju hrvatski i slavonski sabor isključivo zajedno. Od 1681. godine puni je naziv, "Sabor Kraljevine Hrvatske, Dalmacije i Slavonije" (Congregatio Regnorum Croatie, Dalmatiae et Slavoniae), a taj se naziv zadržao do 1918. godine.
Posebno značajan bio je hrvatski sabor koji se sastao 9. ožujka 1712. godine na poziv zagrebačkog biskupa, grofa Emerika Eszterházyja, a na kojemu je hrvatsko plemstvo donijelo Hrvatsku pragmatičnu sankciju, kojom su, neovisno o Ugarskoj, priznali nasljedno pravo na krunu ženskim članovima dinastije Habsburg, čime je jasno izraženo da državna zajednica između Hrvatske i Ugarske postoji samo dok ih veže zajednički vladar. Kralj Karlo III. (1711. – 1740.) prihvatio je hrvatski dekret i zauzvrat potvrdio i zajamčio u svoje ime i u ime svojih nasljednika da će se poštovati izvršavati prava i privilegiji hrvatskog kraljevstva.

### Političko djelovanje sabora u 18. i 19. stoljeću
Godine 1739., strašna je kuga harala Moslavinom u vlastelinstvu grofova Erdödy, koje je bilo pod banskom jurisdikcijom. U sedam je mjeseci preminulo oko 4500 ljudi. Na Hrvatskom saboru u Varaždinu, u prosincu 1739. odlučeno je, da se u Ludbregu izgradi kapela, ako Svevišnji zaustavi kugu u Moslavini i Slavoniji. Kuga je prestala, ali zavjet nije odmah učinjen, vjerojatno iz objektivnih razloga i s vremenom je pao u zaborav. Ispunjen je tek 1996. godine, kada je sagrađeno Svetište Predragocjene Krvi Kristove u Ludbregu.
Za vrijeme vladavine kralja Josipa II. (1780. – 1790.), mađarski je nacionalizam počeo prijetiti pravima i povlasticama Kraljevine Hrvatske i Slavonije. Nesvjesno političke situacije, ali i uplašeno nametanjem dvorskog apsolutizma i germanizacije, hrvatsko plemstvo je na saboru 1790. godine podvrgnulo Hrvatsku ugarskoj vladi, što je mađarska strana iskoristila na požunskom saboru kako bi nametnula mađarski jezik u hrvatske škole. Godine 1815. car i kralj Franjo II. (1792. – 1835.) obnovio je apsolutizam i obustavio rad hrvatskog sabora, a rad sabora obnovljen je tek nakon pada apsolutizma 1825. godine.
Na hrvatskom saboru sazvanom za 22. kolovoza 1825. godine u Zagrebu, hrvatski poslanici za zajednički sabor u Požunu rebali su tražiti sjedinjenje Dalmacije i Vojne krajine s Hrvatskom i da ubuduće tri slavonske županije plaćaju porez kao hrvatske, jer pripadaju banskoj vlasti. Hrvatski poslanici na saboru u Požunu uspjeli su obraniti latinski jezik kao službeni za Hrvatsku pred pritiskom Mađara da se za službeni u upravi i školstvu u Hrvatskoj uvede mađarski jezik. Međutim, već je hrvatski sabor održan 1830. godine prihvatio zakon o obaveznom učenju mađarskog jezika u hrvatskim školama.
Godine 1847. sastao se posljednji hrvatski staleški sabor na kojem je hrvatski jezik proglašen službenim jezikom u Hrvatskoj, umjesto latinskog jezika.
Hrvatski sabor iz 1848. godine bio je prvi predstavnički sabor čiji su poslanici birani putem izbora. Tijekom lipnja i srpnja 1848. godine revolucionarni Sabor donio je niz dalekosežnih odluka, poput one o ukidanju kmetstva, ujedinjenju Dalmacije i Vojne krajine s Hrvatskom, poštovanju građanskih sloboda i potvrdu odluke bana Jelačića o prekidu odnosa s Ugarskom.

### Prvi govor(i) na hrvatskom jeziku u 19. stoljeću
Pojava hrvatskog narodnog preporoda u prvoj polovici 19. stoljeća označila je novo doba u djelovanju hrvatskog sabora. Prije prvog cjelovitog govora na hrvatskom jeziku, kojeg je 2. svibnja 1843. godine održao zastupnik Ivan Kukuljević Sakcinski, hrvatski je jezik javno govoren u čak dvije prigode. Tako je 19. siječnja 1809. godine barun Vinko Knežević prilikom imenovanja za potkapetana Kraljevine Hrvatske zahvalio govorom na hrvatskom jeziku čime je postao prva osoba koja je javno progovorila hrvatski u Hrvatskom saboru u novijoj povijesti. Nešto više od dva desetljeća kasnije 11. studenoga 1832., ponovno prilikom imenovanja za potkapetana Kraljevstva, Juraj Rukavina Vidovgradski također je na hrvatskom jeziku zahvalio Saboru i banu Franji Vlašiću na novoj dužnosti.

### Između dva svjetska rata
Na sjednici 29. listopada 1918. Hrvatski sabor je jednoglasno donio sljedeće odluke, da : Hrvatski državni sabor na temelju potpunog prava narodnog samoodređenja, koje je danas priznato od svih zaraćenih vlasti, stvara ovaj zaključak: Raskidaju se sve državnopravne veze kraljevine Hrvatske, Slavonije i Dalmacije s kraljevinom Ugarskom i carevinom Austrijom. Da će sveopća narodna ustavotvorna skupština svega ujedinjenoga naroda SHS odlučiti unaprijed određenom kvalificiranom većinom, koja će u potpunosti zaštititi od svakog majoriziranja, o konačnoj formi vladavine, kao i unutrašnjem državnom ustrojstvu naše države, utemeljene na potpunoj ravnopravnosti Slovenaca, Hrvata i Srba. Na to je Hrvatski sabor priznao zagrebačkom Narodnom vijeću Slovenaca, Hrvata i Srba vrhovnu vlast.
Time je ova svečana, povijesna sjednica završena i zaključeno je, "naredna (sjednica) da se održi u vrijeme, kada to potrebe uzištu". Dakle, sjednicom 29. X. 1918. Hrvatski sabor nije prestao opstojati, nego je i dalje ostao predstavnikom i nosiocem hrvatske državnosti. Tvorci ujedinjenja nisu se usuđivali sazvati Hrvatski sabor da to odobri (pošto je važan akt) iako je taj postojao i bio raspušten tek 28. studenoga 1920. Srpska narodna skupština je odobrila ujedinjenje mjesec dana nakon raspuštanja Hrvatskog sabora, 29. prosinca 1920.
Sabor postoji u unitaristički uređenoj Prvoj Jugoslaviji, dok ga kralj službeno nije raspustio 30. studenog 1920. godine.  Nakon Sporazuma Cvetković-Maček i stvaranja Banovine Hrvatske, bilo je predviđeno da se raspišu izbori i ponovo konstituira Sabor, ali zbog izvanrednih okolnosti i političkih natezanja 1939. – 1941. to nije provedeno do Travanjskog rata.

### Drugi svjetski rat
U Nezavisnoj Državi Hrvatskoj zabranjene su sve stranke, nisu postojali izbori ni birano zaknodavno tijelo. Sve zakonske odredbe donosio je i vladu postavljao poglavnik Ante Pavelić. Godine 1942. sazvano je reprezentativno savjetodavno tijelo nazvano Hrvatski državni sabor koje se sastalo manje od 5 puta.
Nasuprot postojanju NDH, Narodnooslobodilački pokret osniva godine 1943. Zemaljsko antifašističko vijeće narodnog oslobođenja Hrvatske (ZAVNOH). ZAVNOH obnavlja državnost Hrvatske, ali ne samostalne: proglašava da je Hrvatska federalna država u sastavu Demokratske federativne Jugoslavije.

### Sabor SRH 1945. – 1990. godine
Godine 1945. ZAVNOH mijenja ime u Hrvatski narodni sabor. Nakon donošenja novog ustava Federativne Narodne Republike Jugoslavije godine 1946. Hrvatska se uspostavlja kao Narodna Republika Hrvatska. Prema prvom Ustavu Narodne Republike Hrvatske iz 1947. godine Sabor je bio jednodomno tijelo, ustavni zakon iz 1953. definira dva doma: Republičko vijeće i Vijeće proizvođača, po Ustavu iz 1963. godine Sabor čini pet (5) vijeća:
- Republičko vijeće
- Privredno vijeće
- Prosvjetno-kulturno vijeće
- Socijalno-zdravstveno vijeće
- Organizaciono-političko vijeće

Ustavni amandmani iz 1971. uvode Predsjedništvo Sabora SRH koje (uz ostale dužnosti) predstavlja Republiku Hrvatsku u inozemstvu. Ustav iz 1974. ukida dva vijeća, te sad Sabor čini Vijeće udruženog rada sa 160 zastupnika, Vijeće općina te Društveno-političko vijeće s 80 zastupnika. Iako je u razdoblju od 1947. do 1990. godine u svim ustavnim tekstovima označavan kao najviše tijelo državne vlasti, Sabor to praktično nije bio, nego je stvarna vlast tadašnjega jednostranačkoga sustava bila koncentrirana u Centralnom komitetu (Komunističke partije) Saveza komunista Hrvatske i njegovom Predsjedništvu.
Početkom 1990., nakon odluke Kongresa Saveza komunista Hrvatske (SKH), donesene su promjene zakona o izborima i zakona o društvenim organizacijama i udruženjima građana, te još neke zakonske promjene i uredbe, kojima su omogućeni slobodni izbori. Na izborima, održanim 22. travnja i 6. svibnja 1990., većinu mandata osvaja Hrvatska demokratska zajednica (HDZ). Novi sabor konstituira se 30. svibnja 1990. U srpnju 1990. amandmanom na Ustav SRH mijenja ime države odbacivanjem pridjeva "socijalistička", donosi u prosincu 1990. novi demokratski Ustav te 25. lipnja 1991. donosi odluku o osamostaljenju, koja nakon međunarodnih pritisaka biva "zamrznuta" i konačno stupa na snagu 8. listopada. Tako postoji pravni i politički kontinuitet Sabora, pa i hrvatske države (koja nije "stvorena" 1991., nego se te godine osamostalila). Preambula ili izvorišne osnove Ustava iz 1990., opisuje državnopravne tradicije hrvatskoga naroda i njegovu državnost u različitim državnopravnim ustrojima. Preambula nije dio normativnopravnoga teksta.

### Poslije 1990. godine
Prvi demokratski višestranački izbori u Republici Hrvatskoj provedeni su 1990. godine.
Temeljem Ustava iz iste godine Sabor Republike Hrvatske (kako je prvotno bio naziv za Hrvatski sabor, uveden još amandmanima na Ustav SR Hrvatske 1990. godine) imao je dva doma: Zastupnički dom i Županijski dom. Sabor je još do 1992. zadržao sustav od prije definirana tri vijeća, a 1993. ustanovljen je Županijski dom kao regionalno predstavništvo u kojem je s po tri zastupnika bila predstavljena svaka županija (imao je 68 zastupnika: po tri iz svake županije i grada Zagreba, te do pet koje je mogao imenovati predsjednik republike). Izbori za županijski dom Sabora bili su provedeni 1993. i 1997. godine.
Sabor je do danas mijenjao naziv još dva puta: 1997. postaje Hrvatski državni sabor (pri tom ne treba miješati naziv s Hrvatskim državnim saborom koji je postojao za vrijeme NDH), a 2000. Hrvatski sabor. Ustavnim promjenama 2001. godine ukinut je Županijski dom te Hrvatski sabor postaje jednodoman (bivši "Zastupnički dom" postaje jednostavno "Hrvatski sabor").
Sazivi Zastupničkog doma *
|                  | Vrijeme obnašanja dužnosti               | Predsjednik | Napomena                                                              |
| Prvi saziv       | 30. svibnja 1990. – 1992.                | Žarko Domljan (HDZ) (30. svibnja 1990. – 7. rujna 1992.)                                                                                    | 1990. Sabor je imao jedan dom s tri vijeća, po Ustavu iz 1974. godine |
| Drugi saziv      | 2. kolovoza 1992. – 1995.                | Stjepan Mesić (HDZ) (7. rujna 1992. – 24. svibnja 1994.), Nedjeljko Mihanović (HDZ) (24. svibnja 1994. – 28. studenog 1995.)                |                                                                       |
| Treći saziv      | 29. listopada 1995. – studeni 1999.      | Vlatko Pavletić (HDZ) (28. studenog 1995. – 2. veljače 2000.)                                                                               |                                                                       |
| Četvrti saziv    | 2. veljače 2000. – 17. listopada 2003.   | Zlatko Tomčić (HSS) (2. veljače 2000. – 22. prosinca 2003.)                                                                                 |                                                                       |
| Peti saziv       | 22. prosinca 2003. – 12. listopada 2007. | Vladimir Šeks (HDZ) (22. prosinca 2003. – 11. siječnja 2008.)                                                                               |                                                                       |
| Šesti saziv      | 11. siječnja 2008. – 28. listopada 2011. | Luka Bebić (HDZ) (11. siječnja 2008. – 22. prosinca 2011.)                                                                                  |                                                                       |
| Sedmi saziv      | 22. prosinca 2011. – 28. rujna 2015.     | Boris Šprem (SDP) (22. prosinca 2011. – 30. rujna 2012.) Josip Leko (SDP) (10. listopada 2012. – 28. prosinca 2015.)                        |                                                                       |
| Osmi saziv       | 28. prosinca 2015. – 15. srpnja 2016.    | Željko Reiner (HDZ) (28. prosinca 2015. – 14. listopada 2016.)                                                                              |                                                                       |
| Deveti saziv     | 14. listopada 2016. – 21. srpnja 2020.   | Božo Petrov (Most nezavisnih lista) (14. listopada 2016. – 5. svibnja 2017.) Gordan Jandroković (HDZ) (5. svibnja 2017. – 21. srpnja 2020.) |                                                                       |
| Deseti saziv     | 22. srpnja 2020. – 14. ožujka 2024.      | Gordan Jandroković (HDZ) (22. srpnja 2020. – 14. ožujka 2024.)                                                                              |                                                                       |
| Jedanaesti saziv | 16. svibnja 2024. – u tijeku             | Gordan Jandroković (HDZ) (16. svibnja 2024. – u tijeku)                                                                                     |                                                                       |

* Ustavnim promjenama 2001. ukida se Županijski dom te Zastupnički dom postaje jednostavno Hrvatski sabor
Sazivi Županijskog doma - ukinut ustavnim promjenama 2001. godine
|             | Razdoblje                 | Predsjednik doma                 |
| Prvi saziv  | 22. ožujka 1993. – 1997.  | Josip Manolić, Katica Ivanišević |
| Drugi saziv | 12. svibnja 1997. – 2001. | Katica Ivanišević                |

## Zastupnici
Zastupnici se u Hrvatski sabor biraju na vrijeme od četiri godine. Trajanje mandata zastupnicima može se zakonom produžiti samo u slučaju rata ili u slučajevima neposredne ugroženosti neovisnosti i jedinstvenosti države, te velikih prirodnih nepogoda, kada Sabor ne može normalno funkcionirati. Danom početka obnašanja zastupničke dužnosti uzima se dan konstituiranja Sabora. Zamjenik zastupnika počinje obnašati zastupničku dužnost danom kada Sabor utvrdi zakonske pretpostavke za primjenu instituta zamjenjivanja i davanjem prisege.
Zastupnici u Hrvatskom saboru nemaju obvezujući mandat. To u prvom redu znači da oni glasuju slobodno, a ne po uputama onih koji su ih izabrali. Drugo, to znači da njihov mandat ne pripada stranci kojoj pripadaju.
Zastupnici imaju imunitet. Treba naglasit da zastupnički imunitet nije povlastica zastupnika, već sredstvo za osiguranje neovisnog djelovanja predstavničkog tijela.  Postoje dva oblika zastupničkog imuniteta: imunitet neodgovornosti i imunitet nepovredivosti. Zastupnik ne može biti pozvan na kaznenu odgovornost, pritvoren ili kažnjen za izraženo mišljenje ili glasovanje u Hrvatskom saboru (imunitet neodgovornosti). Zastupnik ne može biti pritvoren niti se protiv njega može pokrenuti kazneni postupak bez odobrenja Hrvatskoga sabora. Zastupnik može biti pritvoren bez odobrenja Hrvatskoga sabora samo ako je zatečen da vrši kažnjivo djelo za koje je propisana kazna zatvora u trajanju dužem od pet godina. O takvom se slučaju izvješćuje predsjednika Hrvatskoga sabora. Ako Hrvatski sabor nije na okupu, odobrenje da se zastupnik liši slobode ili da se protiv njega nastavi kazneni postupak daje i o njegovu pravu na imunitet odlučuje mandatno-imunitetno povjerenstvo, s time što njegovu odluku mora naknadno potvrditi Hrvatski sabor (imunitet nepovredivosti).
Zastupnik ima prava i dužnosti:
- sudjelovati na sjednicama Sabora i na njima raspravljati i glasovati,
- podnositi prijedloge i postavljati pitanja,
- postavljati pitanja predsjedniku Vlade i članovima Vlade,
- sudjelovati na sjednicama radnih tijela i na njima govoriti, a u radnim tijelima kojih je član i glasovati,
- prihvatiti izbor koji mu svojim odlukama odredi Sabor,
- na stalnu novčanu naknadu te na naknadu određenih materijalnih troškova.

Zastupniku miruje zastupnički mandat za vrijeme dok obnaša dužnost za koju je zakonom određeno da je nespojiva sa zastupničkom dužnošću (inkopatibilnost, npr. najčešći je primjer ako zastupnik bude izabran za ministra), odnosno za vrijeme za koje je stavio zastupnički mandat u mirovanje.
Zastupniku prestaje zastupnički mandat:
- ako podnese ostavku,
- ako mu je pravomoćnom sudskom odlukom oduzeta poslovna sposobnost,
- ako je pravomoćnom sudskom presudom osuđen na bezuvjetnu kaznu zatvora u trajanju dužem od 6 mjeseci,
- smrću.

Danom konstituiranja Sabora prestaje mandat zastupnicima prethodnog saziva Sabora.
Vidi također i: Izbori zastupnika u Hrvatski sabor

## Konstituiranje
Nakon održanih izbora za zastupnike u Hrvatskom saboru (parlamentarni izbori) i proglašenja pravomoćnih konačnih rezultata izbora, Sabor na prvu,  konstituirajuću sjednicu saziva Predsjednik Republike Hrvatske. Prema Ustavu RH, prvo zasjedanje mora se održati najkasnije 20 dana nakon provedenih izbora.
Sabor se konstituira izborom predsjednika na prvoj sjednici na kojoj je nazočna većina zastupnika (bez tog uvjeta Sabor ne bi bio valjano konstituiran). Do izbora predsjednika Sabora sjednici privremeno predsjeda predsjednik Sabora iz prethodnog saziva. Nakon izbora predsjednika Sabora, izabrani predsjednik Sabora preuzima predsjedanje sjednicom.
Na konstituirajućoj sjednici Sabor bira također i Mandatno-imunitetno povjerenstvo. Mandatno-imunitetno povjerenstvo na konstituirajućoj sjednici podnosi izvješće Saboru o provedenim izborima i imenima izabranih zastupnika, o podnesenim ostavkama na zastupničku dužnost, o imenima zastupnika koji obnašaju dužnost nespojivu sa zastupničkom dužnošću pa im zastupnički mandat miruje, o imenima zastupnika kojima mandat miruje na njihov zahtjev, te o zamjenicima zastupnika koji umjesto njih počinju obnašati zastupničku dužnost. Izabrani zastupnici, koji daju ostavku ili stavljaju mandat u mirovanje, moraju o tome obavijestiti predsjednika Sabora (dakle, onog iz prijašnjeg saziva) 24 sata prije početka konstituirajuće sjednice. Na konstituirajućoj sjednici umjesto zastupnika koji su dali ostavku ili stavili mandat u mirovanje, nazočni su zamjenici zastupnika. Sabor zaključkom prihvaća izvješće Mandatno-imunitetnog povjerenstva.
Nakon što Sabor prihvati izvješće Mandatno-imunitetnog povjerenstva o provedenim izborima zastupnici daju prisegu.

## Ustrojstvo
Unutarnje ustrojstvo i način rada Hrvatskoga sabora uređuje se poslovnikom.

### Predsjednik, potpredsjednik i Predsjedništvo
Hrvatski sabor ima predsjednika i dva do pet potpredsjednika.
Predsjednik Sabora obično je iz redova parlamentarne većine. Predsjednik Sabora:
- predstavlja Hrvatski sabor,
- saziva i predsjeda sjednicama Sabora,
- upućuje prijedloge ovlaštenih predlagatelja u propisani postupak,
- predlaže dnevni red sjednice Sabora,
- brine se o postupku donošenja zakona i drugih akata,
- usklađuje rad radnih tijela,
- potpisuje zakone i druge akte koje donosi Sabor,
- upućuje donesene zakone Predsjedniku Republike radi proglašenja,
- brine o odnosima Sabora i Vlade,
- supotpisuje rješenje o imenovanju predsjednika Vlade i imenovanju članova Vlade,
- prihvaća se pokroviteljstva u svojstvu predsjednika Sabora,
- odobrava, vodeći računa o raspoloživim sredstvima, putovanja zastupnika izvan države kad mu je u svojstvu zastupnika poziv upućen od neke državne ili inozemne organizacije,
- usklađuje rad stalnih izaslanstava Sabora u međunarodnim parlamentarnim i drugim institucijama,
- na prijedlog klubova zastupnika određuje sastav privremenih izaslanstava Sabora u posjeti stranim predstavničkim tijelima i organizacijama,
- određuje sastav privremenog izaslanstva u slučaju kad je u inozemstvo pozvan kao predsjednik Sabora,
- određuje predstavnike Sabora u svečanim i drugim prigodama,
- na prijedlog tajnika Sabora podnosi zahtjev za osiguranje sredstava za rad Sabora i Stručne službe Sabora,
- brine se o zaštiti prava i o ispunjavanju dužnosti zastupnika,
- prima prisege izabranih i imenovanih dužnosnika, kada je to određeno zakonom ili ovim Poslovnikom,

Potpredsjednici Sabora pomažu u radu predsjedniku Sabora te obavljaju poslove iz njegova djelokruga na koje ih on ovlasti.
Predsjednik i potpredsjednici Sabora čine Predsjedništvo Sabora. Na sjednice predsjedništva mogu se potvati tajnik Sabora i predsjednici radnih tijela i predsjednici klubova zastupnika.

### Klubovi zastupnika
Klub zastupnika u Saboru mogu osnovati:
- politička stranka koja ima najmanje tri zastupnika,
- dvije ili više političkih stranaka koje imaju zajedno najmanje tri zastupnika,
- najmanje tri nezavisna zastupnika,
- zastupnici iz reda nacionalnih manjina.

Zastupnik može biti član samo jednog kluba, a zastupnik iz reda nacionalnih manjina može biti i član kluba stranke kojoj pripada, uz njezin pristanak.

### Radna tijela
Radna tijela Sabora su odbori i povjerenstva.
U radnom tijelu raspravlja se o prijedlozima i poticajima za donošenje zakona i drugih akata te o drugim pitanjima iz djelokruga Sabora.
Radno tijelo prati, u okviru svog djelokruga, rad Vlade i drugih tijela čiji rad nadzire Sabor sukladno Ustavu i zakonu. Radno tijelo raspravlja o izvješćima tijela i ustanova, koja ona na temelju zakona podnose Saboru. Radno tijelo Sabora, nakon provedene rasprave zauzima stajalište, odnosno utvrđuje prijedloge akata i o tome izvješćuje Sabor.
Radno tijelo Sabora ima predsjednika, potpredsjednika i određeni broj članova iz reda zastupnika.
Sabor ima 25 radnih tijela,  a to su:
- Odbor za Ustav,
- Poslovnik i politički sustav,
- Odbor za zakonodavstvo,
- Odbor za vanjsku politiku,
- Odbor za unutarnju politiku i nacionalnu sigurnost,
- Odbor za financije i državni proračun,
- Odbor za gospodarstvo, razvoj i obnovu,
- Odbor za turizam,
- Odbor za ljudska prava i prava nacionalnih manjina,
- Odbor za pravosuđe,
- Odbor za rad, socijalnu politiku i zdravstvo,
- Odbor za obitelj, mladež i šport,
- Odbor za useljeništvo,
- Odbor za ratne veterane,
- Odbor za prostorno uređenje i zaštitu okoliša,
- Odbor za obrazovanje, znanost i kulturu,
- Odbor za poljoprivredu i šumarstvo,
- Odbor za pomorstvo, promet i veze,
- Odbor za izbor, imenovanja i upravne poslove,
- Odbor za predstavke i pritužbe,
- Odbor za međuparlamentarnu suradnju,
- Odbor za europske integracije,
- Odbor za informiranje, informatizaciju i medije,
- Odbor za ravnopravnost spolova,
- Odbor za lokalnu i područnu (regionalnu) samoupravu,
- Mandatno-imunitetno povjerenstvo.
Hrvatski sabor može osnivati istražna povjerenstva za svako pitanje od javnog interesa. Predsjednika istražnog povjerenstva bira većina zastupnika iz reda oporbenih zastupnika.

### Tajništvo i Stručna služba
Na čelu Tajništva i Stručne službe Sabora nalazi se tajnik Sabora. Tajnika te njegovog zamjenika imenuje na vrijeme od četiri godine, odnosno razrješuje dužnosti, Sabor na prijedlog Predsjedništva Sabora.
Tajnik Sabora obavlja poslove koje mu povjeri predsjednik ili Predsjedništvo Sabora. Vodi Stručnu službu Sabora i upravlja njezinim radom. Stručnu službu čine:
- Služba za pripremu i obradu sjednica Sabora
- Služba za pripremu akata Sabora za objavu
- Služba za radno-pravne poslove
- Služba za odnose s javnošću
- Informacijsko-dokumentacijske služba, istraživanja i informacijske mreže
- Knjižnica
- Internet redakcija i
- Straža.

Također su ustrojeni i Uredu predsjednika Sabora, Uredima potpredsjednika Sabora te Uredu za protokol Sabora.

## Temeljne ovlasti
Hrvatski sabor:
- odlučuje o donošenju i promjeni Ustava,
- donosi zakone,
- donosi državni proračun,
- odlučuje o ratu i miru,
- donosi akte kojima izražava politiku Hrvatskoga sabora,
- donosi Strategiju nacionalne sigurnosti i Strategiju obrane Republike Hrvatske,
- odlučuje o promjeni granica Republike Hrvatske,
- raspisuje referendum,
- obavlja izbore, imenovanja i razrješenja, u skladu s Ustavom i zakonom,
- nadzire rad Vlade Republike Hrvatske i drugih nositelja javnih dužnosti odgovornih Hrvatskom saboru, u skladu s Ustavom i zakonom,
- daje amnestiju za kaznena djela,
- obavlja druge poslove utvrđene Ustavom.

## Sjednice
Sjednicu Sabora saziva predsjednik Sabora. Kada Sabor redovito zasjeda, sjednice Sabora održavaju se jednom mjesečno, a ako je to potrebno i češće.
Dnevni red sjednice Sabora predlaže predsjednik Sabora. Dnevni red sjednice Sabora utvrđuje se, u pravilu, na početku sjednice.
Sjednici Sabora predsjeda predsjednik Sabora, a kad je on odsutan ili spriječen, sjednici predsjeda jedan od potpredsjednika Sabora.

## Akti Sabora
Hrvatski sabor donosi:
- Ustav,
- zakone,
- državni proračun,
- odluke,
- deklaracije,
- rezolucije,
- povelje,
- preporuke
- zaključke,
- poslovnik o svom radu,
- daje vjerodostojna tumačenja zakona.

Ustav, zakoni i drugi propisi te akti Sabora, vjerodostojno tumačenje zakona, odluke o izboru, odnosno imenovanju, razrješenju i opozivu dužnosnika koje bira ili imenuje Sabor, odluka o obrascu zastupničke iskaznice, deklaracije i rezolucije objavljuju se u Narodnim novinama.

## Zakonodavni postupak
Pravo predlagati zakone ima svaki zastupnik, klubovi zastupnika i radna tijela Hrvatskoga sabora te Vlada Republike Hrvatske. Postupak donošenja zakona pokreće se dostavom prijedloga zakona predsjedniku Sabora.
Prije rasprave o prijedlogu zakona na sjednici Sabora, prijedlog najprije razmatra radno tijelo.

### Prvo čitanje
Prvo čitanje zakona je prvi dio u postupku donošenja zakona koji se provodi na sjednici Sabora. Prvo čitanje zakona obuhvaća uvodno izlaganje predlagatelja, opću raspravu o prijedlogu zakona, raspravu o pojedinostima koja uključuje i raspravu o tekstu prijedloga zakona, raspravu o stajalištima radnih tijela koja su razmatrala prijedlog te donošenje zaključka o potrebi donošenja zakona.
Na osnovi zaključka Sabora o prihvaćanju prijedloga zakona, predlagatelj će sačiniti konačni prijedlog zakona, odnosno konačni prijedlog zakona sačinit će drugo tijelo ako je to odredio Sabor i s tim se suglasio predlagatelj. Konačni prijedlog zakona predlagatelj je dužan podnijeti u roku od šest mjeseci od dana prihvaćanja prijedloga zakona, u protivnom se smatra da je zakonodavni postupak obustavljen.

### Drugo čitanje
Drugo čitanje zakona je drugi dio u postupku donošenja zakona koji se provodi na sjednici Sabora. Drugo čitanje zakona obuhvaća raspravu o tekstu konačnog prijedloga zakona, stajalištima radnih tijela, raspravu o podnesenim amandmanima, odlučivanje o amandmanima i donošenje zakona.
Nakon provedene rasprave i odlučivanja o amandmanima, zaključuje se rasprava i odlučuje se o donošenju zakona.

### Treće čitanje
Treće čitanje zakona je poseban dio u postupku donošenja zakona. Treće čitanje zakona provodi se po odluci Sabora ili na zahtjev predlagatelja i to u slučajevima kada je na tekst konačnog prijedloga zakona podnesen veći broj amandmana ili kada su amandmani takve naravi da bitno mijenjaju sadržaj konačnog prijedloga zakona.

### Hitni postupak
Iznimno, zakon se može donijeti po hitnom postupku, samo kada to zahtijevaju interesi obrane i drugi osobito opravdani državni razlozi, odnosno kada je to nužno radi sprječavanja ili otklanjanja većih poremećaja u gospodarstvu. U hitnom se postupku objedinjuje prvo i drugo čitanje zakona.

### Amandmani
Prijedlog za izmjenu ili dopunu konačnog prijedloga zakona podnosi se pisano u obliku amandmana s obrazloženjem. Pravo podnošenja amandmana ima svaki zastupnik, klubovi zastupnika i radna tijela Sabora te Vlada.

## Donošenje odluka
Ustav RH predviđa tri načina donošenja odluka, s obzirom na pitanja koja se tim odlukama uređuju:
- običnom većinom (50%+1) uz zadovoljavanje kvoruma (kvorum označava broj zastupnika koji je potreban nazočiti glasovanju da bi odluka bila valjana, a to je većina svih zastupnika - 50%+1 )
- dvotrećinskom većinom svih zastupnika
- većinom glasova svih zastupnika.

Hrvatski sabor donosi odluke većinom glasova ako je na sjednici nazočna većina zastupnika.
Organski zakoni kojima se uređuju prava nacionalnih manjina Hrvatski sabor donosi dvotrećinskom većinom glasova svih zastupnika.
Organski zakoni kojima se razrađuju Ustavom utvrđena ljudska prava i temeljne slobode, izborni sustav, ustrojstvo, djelokrug i način rada državnih tijela te ustrojstvo i djelokrug lokalne i područne (regionalne) samouprave Hrvatski sabor donosi većinom glasova svih zastupnika.
Poslovnik Hrvatskog sabora donosi se većinom glasova svih zastupnika.
Glasovanje na sjednici je javno, osim ako ovim Poslovnikom nije određeno da se glasuje tajno. Javno glasovanje provodi se dizanjem ruke, poimeničnim ili elektroničkim glasovanjem. Zastupnici glasuju osobno.

## Zastupnička pitanja i interpelacija
Zastupnici Hrvatskoga sabora imaju pravo postavljati Vladi Republike Hrvatske i pojedinim ministrima zastupnička pitanja. Usmena pitanja Vladi, odnosno pojedinom članu Vlade zastupnici mogu postavljati na sjednicama za vrijeme Aktualnog prijepodneva. Aktualno prijepodne održava se na početku svake sjednice Sabora.
Najmanje jedna desetina zastupnika Hrvatskoga sabora može podnijeti interpelaciju o radu Vlade Republike Hrvatske ili pojedinog njezinog člana. Interpelacijom se na sjednici Sabora otvara rasprava o radu Vlade u cjelini ili o pojedinim odlukama Vlade ili ministarstva, ako one odstupaju od općeg stajališta Vlade ili ministarstva u provođenju zakona ili utvrđene politike.

## Prenošenje djelokruga na izvršnu vlast
Hrvatski sabor može, najviše na vrijeme od godinu dana, ovlastiti Vladu Republike Hrvatske da uredbama uređuje pojedina pitanja iz njegova djelokruga, osim onih koja se odnose na razradu Ustavom utvrđenih ljudskih prava i temeljnih sloboda, nacionalna prava, izborni sustav, ustrojstvo, djelokrug i način rada državnih tijela i lokalne samouprave.
Uredbe na temelju zakonske ovlasti ne mogu djelovati unatrag.
Uredbe donesene na temelju zakonske ovlasti prestaju vrijediti istekom roka od godinu dana od dana dobivene ovlasti, ako Hrvatski sabor ne odluči drukčije.

## Raspuštanje Hrvatskog sabora
Hrvatski sabor može se raspustiti radi raspisivanja prijevremenih izbora, ako to odluči većina svih zastupnika.
Predsjednik Republike može raspustiti Hrvatski sabor (ujedno i raspisujući prijevremene izbore), na prijedlog Vlade i uz supotpis predsjednika Vlade, a nakon savjetovanja s predstavnicima klubova zastupnika parlamentarnih stranaka ako Hrvatski sabor Vladi na njeno traženje ne izglasa povjerenje ili ako u roku od 120 dana od dana predlaganja ne prihvati državni proračun.  Predsjednik Republike raspisuje nove (prijevremene) izbore i nakon ostavke Vlade ili njenog predsjednika ili odluke Sabora o nepovjerenju Vladi (ili njenom predsjedniku) ako se nova Vlada ne može formirati u roku od 30 dana, kao i ako se nova Vlada ne može formirati nakon izbora u ustavno maksimalno utvrđenim rokovima (potencijalno 4 mjeseca od dana povjeravanja mandata za sastav Vlade prvom mandataru od strane Predsjednika Republike).

## Aktualni saziv
Jedanaesti saziv Hrvatskog sabora konstituiran je 2024. godine izborom Gordana Jandrokovića za predsjednika Hrvatskog sabora.

## Zanimljivosti
- Najdulje trajanje sjednice Hrvatskoga sabora na određenu temu započelo je nekoliko minuta prije ponoći s 1. na 2. ožujka 2018. godine. Sjednica Sabora trajala je cijelu noć te je završila oko 16:30 sati toga dana čime je srušen dosadašnji rekord koji je bio trajanje rasprave do 3:25 sati ujutro. Tema o kojoj su zastupnici raspravljali bila je Prijedlog izmjena Poslovnika Hrvatskog Sabora. Tijekom noćnoga zasjedanja i odugovlačenja među strankama bilo je prisutno po nekoliko zastupnika Mosta nezavisnih lista, HDZ-a, Živog zida, SDP-a i GLAS-a dok su Sjednice vodili Milijan Brkić i Željko Reiner iz HDZ-a.[27]
- Dana 26. siječnja 2023. održan je okrugli stol i susret predstavnika svih kršćanskih zajednica u Hrvatskoj, zalaganjem zastupnika Martina Miletića, prvi takav događaj od 1991. Slični susreti događali su se više puta od 1979. do 1991., o čemu svjedoče zapisi iz saborskoga arhiva.[28]

## Unutarnje poveznice
- Popis predsjednika Hrvatskog sabora
- Hrvatski sabor 1848.
- Pučki pravobranitelj u Hrvatskoj - ovlaštenik Hrvatskoga sabora
- Drugi saziv Hrvatskog sabora
- Treći saziv Hrvatskog sabora
- Četvrti saziv Hrvatskog sabora
- Peti saziv Hrvatskog sabora
- Šesti saziv Hrvatskog sabora
- Sedmi saziv Hrvatskog sabora
- Osmi saziv Hrvatskog sabora
- Deveti saziv Hrvatskog sabora
- Deseti saziv Hrvatskog sabora